# Flödesschema

Ett enkelt flödesschema som beskriver hanteringen av en icke fungerande lampa.

Ett flödesschema är en grafisk beskrivning av en algoritm eller en process. Dess grafiska struktur kan bestå av ovaler, rektanglar och romber som binds samman av pilar för att visa ordningen i flödesschemat. Innehållet i de grafiska figurerna består av korta beskrivningar, som till exempel instruktioner och villkor. Flödesscheman används till att analysera, designa, dokumentera eller hantera en process eller ett program inom olika områden.

## Översikt
Liksom andra typer av diagram hjälper de till visualisera vad som händer. Betraktaren kan lättare förstå en process, och kanske också hitta brister, flaskhalsar och andra mindre uppenbara funktioner i den. Många olika typer av flödesscheman finns och varje typ har sin egen uppsättning av lådor. De två vanligaste typerna av lådor i ett flödesschema är:
- ett processteg, som brukar kallas aktivitet, markeras med en rektangel.
- ett beslut, markeras med en romb.